# Michał Zalewski
Michał Zalewski (ur. 19 stycznia 1981) – polski informatyk i haker white hat, znany pod pseudonimem lcamtuf.

## Życiorys
Absolwent szkoły podstawowej nr 120 w Warszawie oraz XIV Liceum Ogólnokształcącego im. Stanisława Staszica w Warszawie. Od połowy lat 90. aktywnie uczestniczy w projekcie Bugtraq, pisze programy dla systemów z rodziny UNIX (fenris, p0f), był też jednym z autorów systemu Argante. Spośród jego prac dużym zainteresowaniem cieszyły się badania protokołu TCP/IP oraz badanie bezpieczeństwa popularnych przeglądarek internetowych.
Podczas pobytu w USA pracował na stanowisku badawczym w BindView Corporation – firmie zajmującej się bezpieczeństwem komputerowym. Po powrocie do Polski opublikował książkę Silence on the Wire, która wkrótce potem została przetłumaczona na język polski i wydana przez wydawnictwo Helion pod tytułem Cisza w sieci. Od 2010 do 2018 pracował na stanowisku Information Security Engineer w firmie Google. Pod koniec roku 2011 wydał książkę The Tangled Web (Splątana Sieć).
Zdobył pierwsze miejsce w konkursie opowiadań Science-Fiction organizowanym przez legendarne czasopismo Bajtek w kwietniu 1996 roku, opowiadaniem „Szum”.
Aktualnie obejmuje stanowisko VP of Security Engineering w Snapchat.
Autor fuzzera o nazwie American Fuzzy Lop.

## Książki
- Cisza w sieci. Praktyczny przewodnik po pasywnym rozpoznawaniu i atakach pośrednich, 2005, Helion
- Splątana sieć. Przewodnik po bezpieczeństwie nowoczesnych aplikacji WWW, 2012, Helion
- Practical Doomsday, 2022, No Starch Press.

## Znalezione błędy
Znaczące błędy odkryte przez Michała Zalewskiego:
- CA-2003-12, CA-2003-25 – przepełnienie bufora w sendmailu
- CA-2001-09 – słabość statystyczna protokołu TCP/IP
- VU#945216 – błąd CRC32 w protokole SSH (został pokazany w filmie Matrix Reaktywacja)[8]
- VU#965206 – Internet Explorer podatny na atak przepełnienia bufora przez odpowiednio spreparowany plik JPEG
- Błędy w przeglądarkach internetowych, odkryte w roku 2007[9]
- Błędy w przeglądarkach internetowych, odkryte w roku 2008[10]